# Balistes vetula
 Balistes vetula és un peix teleosti de la família dels balístids i de l'ordre dels tetraodontiformes.

## Morfologia
Pot arribar als 60 cm de llargària total.

## Distribució geogràfica
Es troba a les costes de l'Atlàntic oriental (des de Cap Verd i les Açores fins a Angola) i de l'Atlàntic occidental (des del Canadà fins a Massachusetts, i des del nord del Golf de Mèxic fins al sud-est del Brasil).